# Gelosia (film 1936)
Gelosia (Wife vs. Secretary) è un film del 1936 diretto da Clarence Brown. È ispirato al racconto omonimo di Faith Baldwin pubblicato nel maggio del 1935 sulla rivista Cosmopolitan.

## Trama

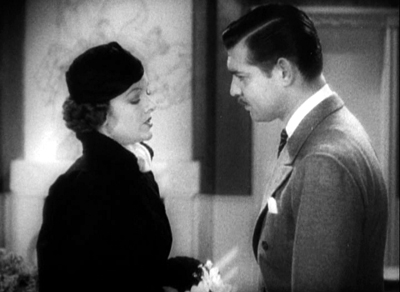
Myrna Loy e Clark Gable in una scena

Van Stanhope è un affascinante e brillante editore di una prestigiosa rivista, sposato da tre anni con Linda, una donna elegante, sensibile e profondamente innamorata. Il loro matrimonio, saldo e basato su una reciproca fiducia, è invidiato da tutti. Tuttavia, la presenza costante nella vita professionale di Van della sua segretaria, Helen “Whitey” Wilson, una giovane donna bella, intelligente e sempre disponibile, comincia a destare sospetti, soprattutto nella madre di Van, Mimi. Linda, però, ignora i consigli della suocera e degli amici: si fida ciecamente di suo marito. Whitey, a sua volta, è fidanzata con Dave, un giovane gentile e paziente, che però fatica a sopportare la dedizione assoluta di Helen al lavoro. Quando le chiede di sposarlo, lei rifiuta, incapace di distaccarsi dal mondo professionale e, forse, da Van. Nel frattempo, Van cerca in gran segreto di acquisire la popolare rivista settimanale di J.D. Underwood, un colpo strategico che potrebbe rivoluzionare il settore editoriale. Solo Whitey è messa al corrente dell’operazione. Per nascondere la trattativa, Van mente a Linda dicendole di aver passato la giornata al club, ma Linda scopre casualmente che non è vero. Questo, unito ad altri piccoli fraintendimenti, alimenta i dubbi. Durante una festa aziendale sul ghiaccio, Linda – febbricitante – osserva Van e Whitey divertirsi pattinando insieme, mentre una donna ignara della sua identità le insinua nuovi sospetti. Quando Van rifiuta di trasferire Whitey in un altro ufficio, perché troppo importante per lui, Linda si sente tradita. La coppia litiga e si separa temporaneamente. Van promette a Linda una vacanza insieme ma un imprevisto lo costringe a partire da solo per un convegno di lavoro a L’Avana: uno dei suoi più temibili editori rivali ha scoperto la trattativa con Underwood e sta cercando di concluderla per conto proprio. per tale motivo Van fa partire Whitey immediatamente per raggiungerlo a L’Avana e preparare un’offerta contrattuale urgente. I due si immergono in un’intensa maratona di lavoro, dimenticando tutto il resto. Van trascura persino di chiamare Linda, ferendola profondamente. Alla fine, riescono a concludere l'accordo: Van è entusiasta, il successo è totale, e in preda all’euforia si ubriaca pesantemente festeggiando con Whitey. In quel momento di disinibizione, comincia a manifestare un'attrazione confusa verso di lei, mentre Whitey, da tempo innamorata in silenzio, sembra iniziare a cedere. Nel cuore della notte, Linda chiama l’hotel: Whitey risponde al posto di Van. L’orario e la voce femminile bastano a farle pensare al peggio. Ferita, chiude la telefonata e decide di mettere fine al matrimonio. Da lì, il conflitto si sposta su un nuovo fronte: Van cerca invano di spiegarsi, Linda prende una decisione drastica e Whitey, divisa tra ambizione e onestà, dovrà affrontare le conseguenze dei propri sentimenti e delle scelte altrui.

## Produzione

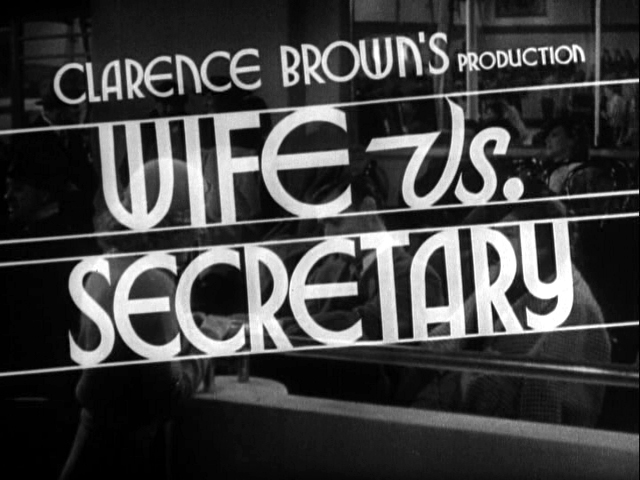
I titoli di testa

Il film fu prodotto dalla Metro-Goldwyn-Mayer (MGM) (controlled by Loew's Inc.) dal 25 novembre 1935 al 14 gennaio 1936. Venne girato negli studi di Culver City della MGM al 10202 di W. Washington Blvd.

## Distribuzione
Distribuito dalla Metro-Goldwyn-Mayer (MGM) (controlled by Loew's Inc.), il film uscì nelle sale cinematografiche statunitensi il 28 febbraio 1936. Venne esportato in tutto il mondo con diversi titoli: diventò Seine Sekretärin in Germania, dove uscì il 22 luglio 1936 mentre in Austria venne utilizzato il titolo Eifersucht. In Finlandia Vaimo ja sihteeri (uscita il 13 settembre 1936); Chefens frue og den anden in Danimarca, dove venne distribuito il 15 settembre
In Italia il film circolò a partire dall'ottobre 1936. Inizialmente il titolo scelto per la distribuzione italiana era La sfida di Venere, ma poi venne scelto Gelosia. La critica non ne diede un giudizio positivo, definendolo «una commedia vuota di novità, di significato e di sapore; mai si sono viste apparenze e sospetti di infedeltà così lontani alla realtà».